# 芸陽バス

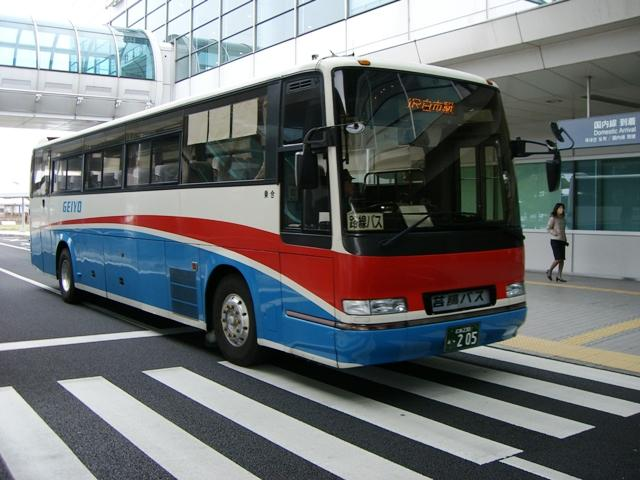
エアポートリムジン (広島空港線)にも使用される高速車

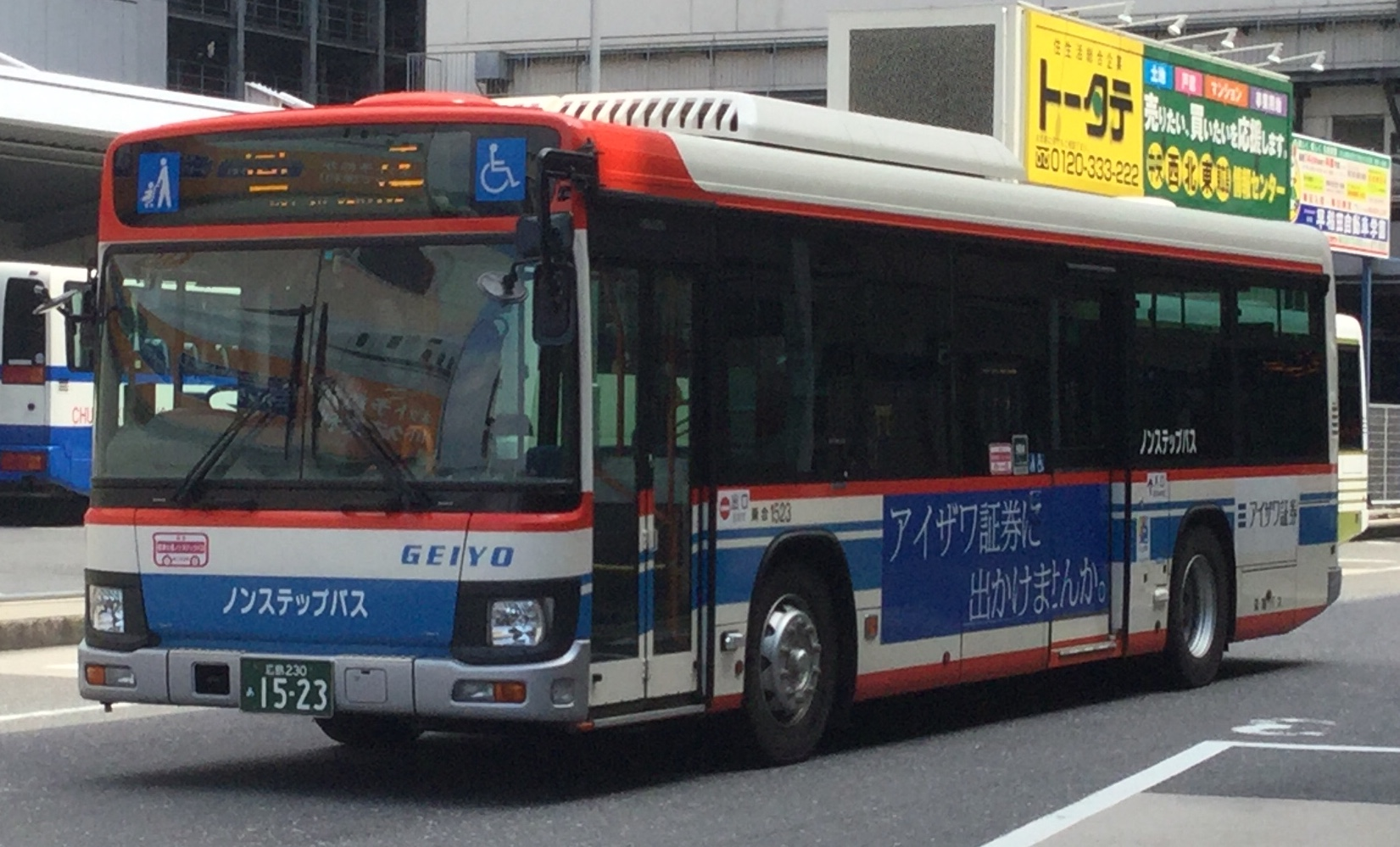
一般路線車（現行塗装）

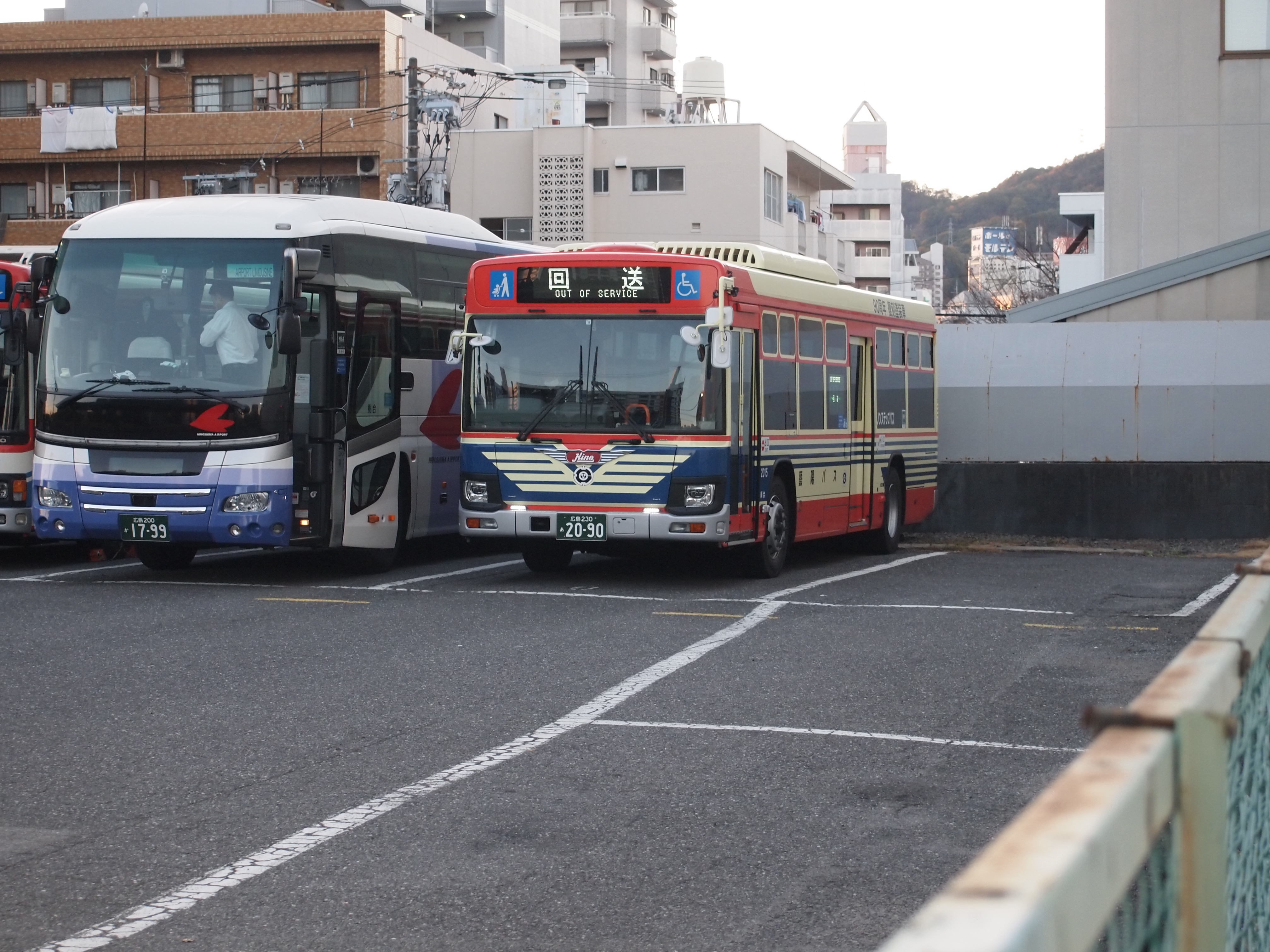
復元塗装車

芸陽バス株式会社（げいようバス、英文社名：Geiyo Bus Co., Ltd.）は、広島県東広島市に本社を置く広電グループのバス事業者である。広島電鉄の連結子会社。
広島県中央部を営業エリアとして、路線バス（廃止代替バス含む）、貸切バス、特定バスを運行する。営業エリアは本社のある東広島市のほか、広島市内東部、海田町、竹原市、三原市と広域に及ぶ。また旅行業も営み、自社バスツアー「ハミングツアー」を催行する。

## 沿革

### 創業 - 終戦まで
- 1931年1月3日 藝陽自動車、豊田自動車、河戸自動車を合併統合して、（新）藝陽自動車が発足。
- 1936年9月30日 小国自動車を買収。
- 1939年10月1日 賀茂自動車を買収。
- 1942年6月29日 芸備自動車を合併。
- 1943年11月23日 戦時統合に基づき、広島県芸備地区の統合主体となり、下記各社（個人事業含む）を統合。
  - 西備自動車運送、忠海運送、竹原交通社、中村才蔵、笹原憲三、藤原国太郎、平垣内佐六、景山一登、熊野胡子自動車運送、尾越一登
  - 海田市 - 広島間は広島電鉄に譲渡

### 戦後 - 1990年代
- 1959年5月23日 観光バスが岡山県福渡町の国道53号線を走行中に運転を誤り旭川に転落。車掌と乗客4人が死亡、35人が重軽傷を負う[5]。
- 1964年3月28日 広島電鉄が資本参加[6]。
- 1965年2月15日 広島バスが資本参加[7]。

### 2000年代
- 2003年4月1日 JRバス中国より安芸南線を譲受。
- 2005年10月1日 甲立線（甲田町役場 - 敷名）廃止、安芸高田市内から撤退。
- 2006年10月1日 西三次線（敷名 - 志和地 - 中央病院 - 三次）を備北交通に譲渡。
- 2007年4月1日 三原市交通局より深線・幸崎線・田野浦線・小泉線を譲受（深線は中国バス・トモテツバスとの共同運行）。
- 2008年1月26日 白市 - 広島空港線・エアポートリムジンにICカード乗車券「PASPY」を導入。
- 2008年4月1日 三原市交通局より頼兼線・本郷線・宮沖線（旧・市バス車庫線）を譲受（三原市交通局は2008年3月31日をもって事業廃止）。
- 2008年10月25日 ハイブリッドバス（日野・ブルーリボンシティ ハイブリッド）を2台導入。
- 2008年12月22日 広島線、広島大学線、豊栄 - 広島線、西条駅乗り入れ路線(竹原営業所管轄の西条 - 竹原線・西条 - 安芸津線を除く）に「PASPY」を導入。
- 2009年4月1日
  - 東三次線（敷名・上田小学校跡 - 廻神・塩町 - 中央病院 - 三次）を備北交通に譲渡。
  - 西条・豊栄線 豊栄 - 敷名間 豊栄 - 小国間 東三次線 破堂 - 小国間を廃止。
  - 小国-甲山線を中国バスに譲渡。
  - 女子畑線（安芸津駅 - 女子畑）と仁賀線（竹原フェリー・竹原駅 - 上仁賀）の一部区間を廃止・福祉バス路線化。
  - 小梨線（竹原駅 - 小梨）を廃止。これにより三次市内・呉市内から撤退。
- 2009年8月8日 高速バスかぐや姫号・三原やっさ号、竹原管内・三原管内管轄の未導入一般路線に「PASPY」を導入、これにより全路線への導入が完了。

### 2010年代以降
- 2012年3月9日 広島バスが保有する芸陽バスの株式すべて（芸陽バスの全株式のうち広島バスの持株比率50.89%）を広島電鉄（譲渡前の時点で持株比率42.05%）に譲渡。これにより、広島電鉄の持分法適用会社から連結子会社に変わる[2]。
- 2017年11月1日 この日より広島市内中心部を走るバスの運賃を180円均一に変更した[8]。
- 2019年11月1日 瀬野川営業所を広島営業所に改称。
- 2020年1月26日 この日より広島市内中心部を走るバスの180円均一運賃のエリアが拡大され、運賃を190円に変更した[9]。
- 2022年11月1日 この日より広島市内中心部を走るバスの190円均一運賃のエリアが拡大され、運賃を220円に変更した[10][11]。
- 2024年3月30日 この日より広島市安芸区瀬野の「スカイレールタウンみどり坂」を走るスカイレールの廃止代替バス「みどり坂タウンバス」の運行を揚州亜星社製電気バスで開始した[12]。なお「PASPY」の使用はできない[12]。

## 各営業所（車庫）所在地
- 西条営業所
  - 広島県東広島市西条西本町21番39号[13]
- 広島営業所
  - 広島県広島市安芸区中野東7丁目20番24号[13]
- 広島営業所一貫田車庫
  - 広島県広島市安芸区上瀬野南2丁目15番12号
    - 一貫田車庫は一貫田バス停のある国道2号線一貫田交差点から県道174号線を数百m阿戸側に南下したところにあり、車庫前には同バス阿戸線と共用である宮の前バス停がある。そのため下記にある路線番号40・41の「一貫田」発着と表記されている便は全て「宮の前」発着である。
- 広島営業所畑賀車庫
  - 広島県広島市安芸区畑賀町1276-2
- 広島営業所三迫車庫
  - 広島県安芸郡海田町三迫2丁目5-9
- 広島営業所阿戸車庫
  - 広島県安芸郡熊野町新宮7丁目12-12
- 広島営業所広島車庫
  - 広島県広島市西区楠木町1丁目14番8号
- 竹原営業所・中通車庫
  - 広島県竹原市下野町3120[13]
- 三原営業所
  - 広島県三原市古浜2丁目6番14号[13]
- 三原営業所徳良車庫
  - 広島県三原市大和町下徳良1893-10
- 豊栄営業所
  - 広島県東広島市豊栄町清武35番1号[13]
- 豊栄営業所河内車庫
  - 広島県東広島市河内町中河内1353
- 豊栄営業所甲山転回場（元甲山車庫。現在は駐在無し）
  - 広島県世羅郡世羅町大字西上原934番地1

## 路線

### 高速バス
詳細な運行案内は各記事および#外部リンクの芸陽バスサイトを参照。

#### 広島 - 高美が丘・豊栄線

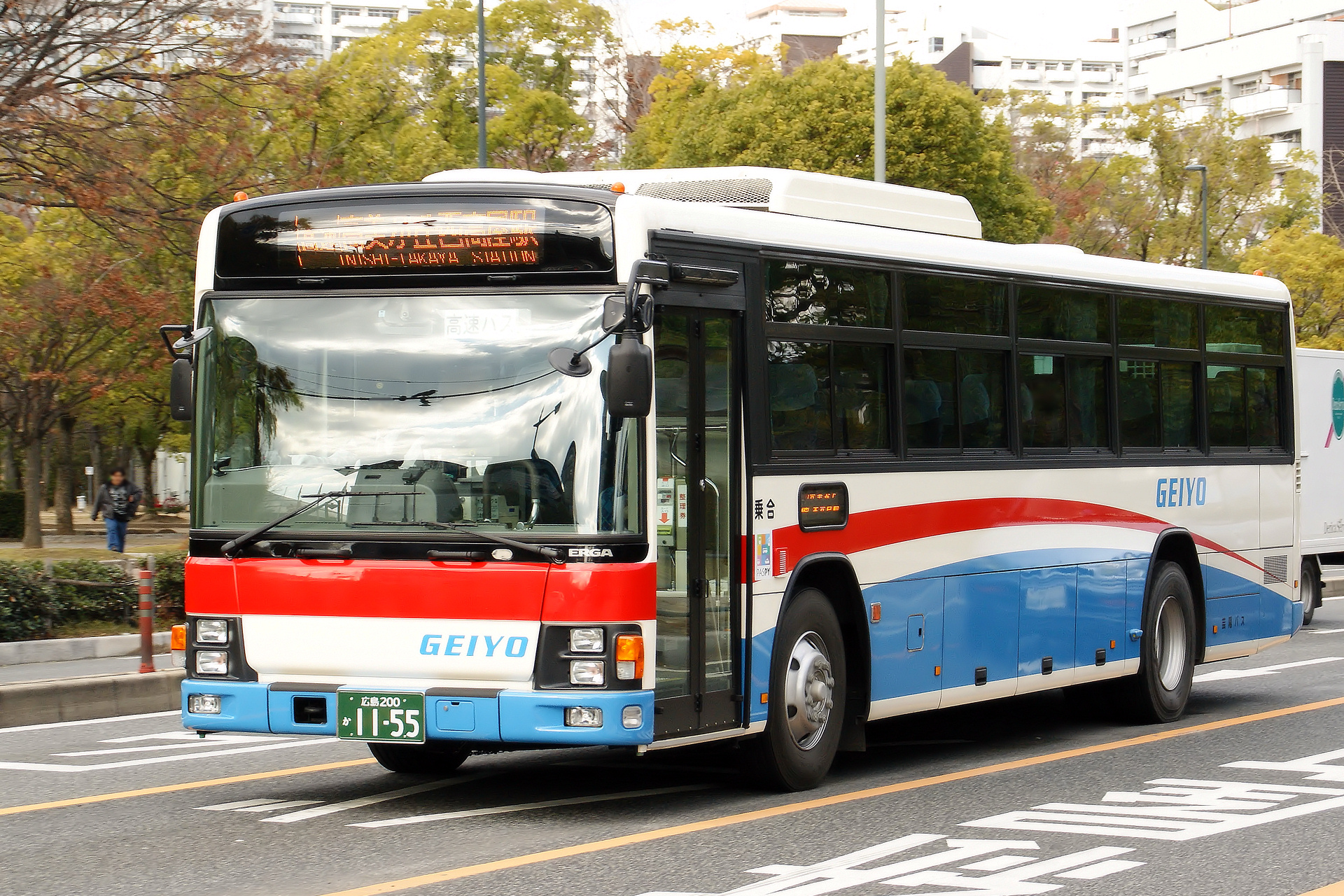
広島 - 高美が丘・豊栄線（芸陽バス）

歴史
2000年7月15日  - 広島から豊栄までの路線が運行開始。
2006年10月17日 -  広島高速1号線が山陽自動車道と直結したことに伴い、所要時間を短縮。同時に全便広島東インターチェンジ（広島東IC）へ停車。
2019年9月30日 - 乗務員不足のため運行休止。
2023年2月4日  - 3月26日までの期間限定で運行再開。土日・祝日のみの運行。
停車停留所
広島 - 西高屋・高美が丘線
（広島バスセンター - 八丁堀 - 広島駅前 - 矢賀新町二丁目） - 広島東IC - （近畿大学・高美が丘小学校など高美が丘地区周辺停留所） - 西高屋駅前
広島 - 豊栄・高美が丘線
（広島バスセンター - 八丁堀 - 広島駅前 - 矢賀新町二丁目） - 広島東IC - （高美が丘地区周辺停留所） - （造賀小学校など福富町・豊栄町内各停留所） - 豊栄
1日3往復のみの運行。下稲木 - 西高屋駅前・豊栄間は各停留所に停車。
広島バスセンター - 矢賀新町二丁目間は、広島バスセンター行きは降車だけ、西高屋・豊栄方面は乗車だけに限定されている。
また、西高屋駅発の始発便では西高屋駅から昭和団地入口までの乗車人数が30名余りになることが多く、広島東インターチェンジまでの乗車区間で満席になるケースもある。

#### かぐや姫号

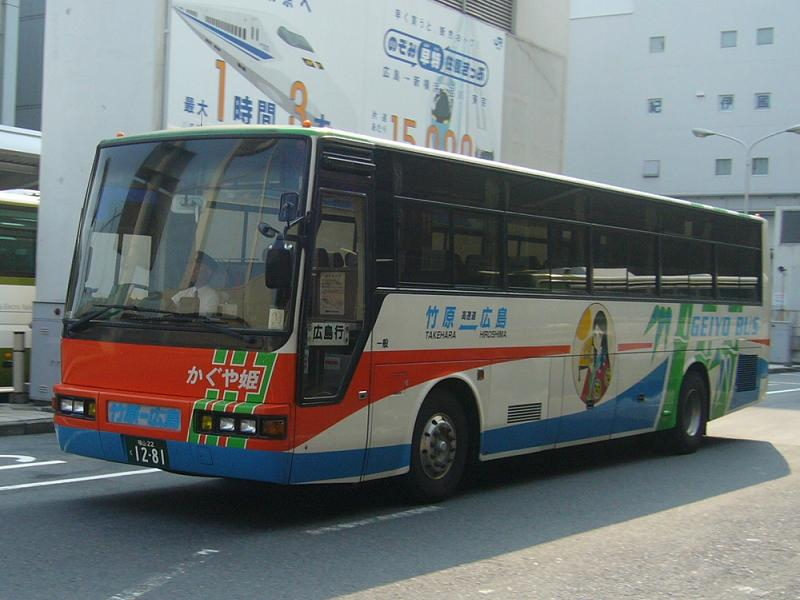
かぐや姫（芸陽バス）

歴史
1991年4月25日 運行開始。広島 - 竹原間の直通バスは1979年9月28日以来11年半振り。当初は3往復だったが、年内に8往復まで増便。
1992年12月25日 10往復に増便。うち1往復が忠海まで延伸。
1995年3月15日 14往復に増便。うち忠海発着は広島行き2本、忠海行き1本。
1996年12月11日 16往復に増便。1往復が須波フェリー前まで延伸。さらに忠海発着が1往復増。（広島行き3、忠海行き2）
1998年2月10日 バスカード導入。
この間、西条IC・湯坂温泉経由新設。
2005年7月15日 同日運行便で須波発着が終了。
2006年10月17日 広島高速1号線が山陽自動車道と直結したことに伴い、所要時間を短縮。同時に全便 広島東IC へ停車。
2013年8月10日 沿線の竹原市を舞台としたアニメたまゆら (アニメ)のタイアップ企画の一環として、登場キャラクターのラッピングを施したバスを運行。後に導入された新型セレガでは、かぐや姫のイラストが登場キャラクターのイラストに差し替えられたデザインに変更されている。
2016年10月1日 西条IC・湯坂温泉経由便が廃止。河内IC経由に統一。
主な停車停留所
（広島バスセンター - 八丁堀 - 広島駅 - 東区役所前 - 矢賀新町二丁目） - 広島東IC - 河内IC - 新庄 - 竹原駅 - （道の駅たけはら →方向のみ） - 竹原フェリー（竹原港）（竹原行きの終点） - 大乗駅前 - 安芸長浜駅 - 忠海高校 - 忠海駅前
- 新庄 - 竹原駅 - 竹原フェリー - 忠海駅間は各バス停に停車する。
- 新庄 - 竹原フェリー（竹原港）間相互の利用は忠海発着便のみ可能。
- （停留所 - 停留所）でくくられた中での相互の乗降はできない。
- 須波まで運行されていた際は、忠海駅以遠も各停留所停車だった。

#### そのほか
エアポートリムジン (広島空港線)
詳細は当該記事を参照
西条エアポートリムジン（西条駅北口 - 広島空港）

#### かつて運行していた高速バス

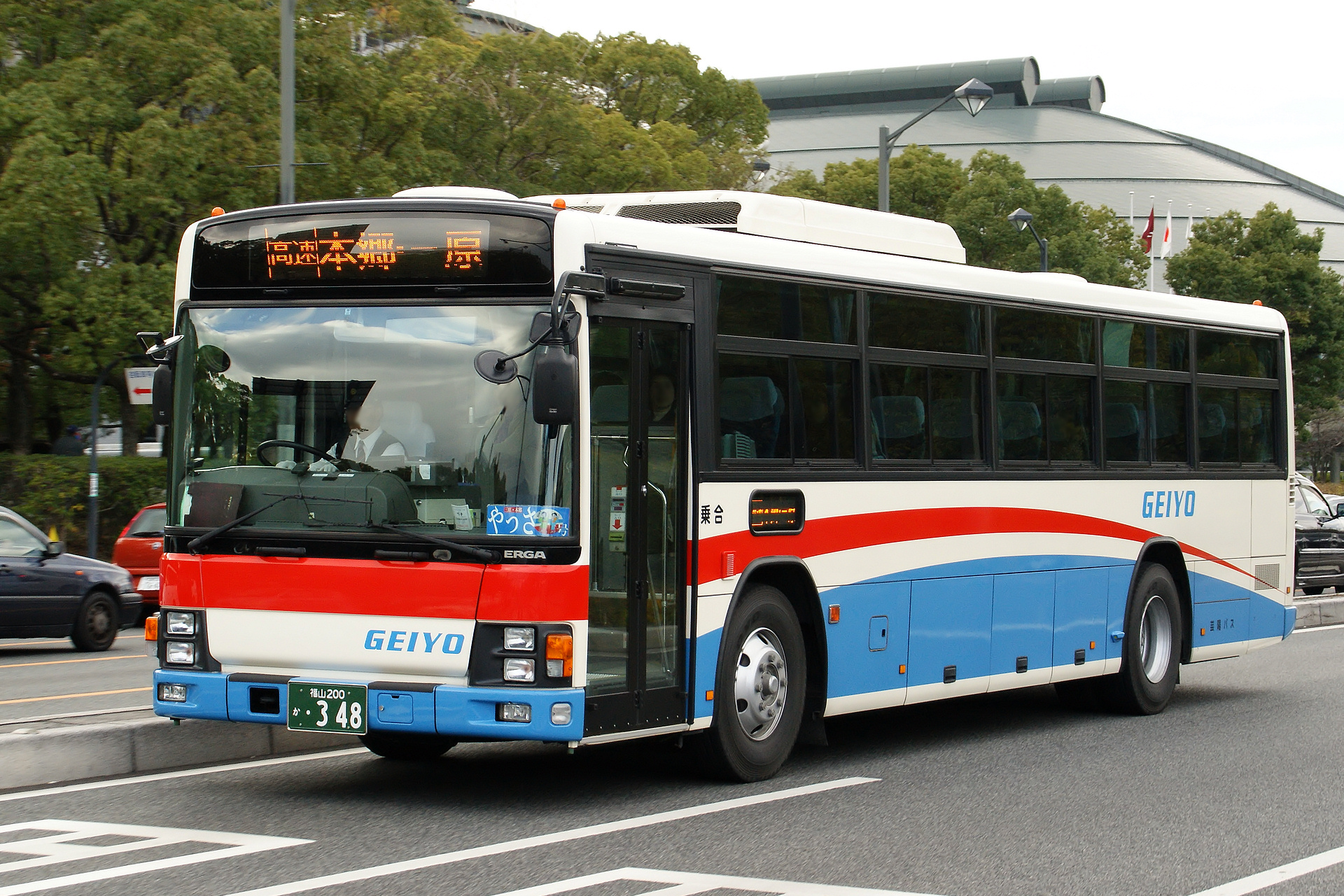
高速バス（三原やっさ号）

広島 - 西条
一般路線は国道2号経由で渋滞が多い為、所要時間短縮を目的としてぬくしなバイパス・山陽自動車道（広島東IC - 志和IC間）経由で運行していた路線。（1988年3月13日 - 1991年4月24日まで運行、1日3往復。）
広島空港 - 徳山・防府・湯田温泉
共同運行：防長交通
1997年3月19日から半年限定で運行予定だったが、利用者低迷のためわずか3ヶ月後の6月15日で廃止となった。
広島空港 - 岩国・柳井・平生
共同運行：防長交通
1997年3月19日から半年限定で運行予定だったが、利用者低迷のためわずか4ヶ月半後の7月30日で廃止となった。
おのみちうずしおロマン号（広島 - 尾道・松永）
共同運行：トモテツバス
後に鞆鉄道単独運行となり、現在は廃止されている。「フラワーライナー」も参照。
三原やっさ号
最末期の停車停留所
（広島バスセンター - 八丁堀 - 広島駅前 - 矢賀新町二丁目） - 広島東IC - （本郷町・三原市内の各停留所） - 三原駅前 - （芸陽バス）三原営業所
沿革
1995年7月15日 - 三原やっさ号運行開始。
2003年3月26日 - 三原市内のみの利用が可能となる。
2006年10月17日 - 広島高速1号線が山陽自動車道と直結したことに伴い、所要時間を短縮。同時に全便広島東ICへ停車。
2009年10月1日 - 土曜・日曜・祝日のみ運行となる。
2011年3月27日 ‐ この日をもって運行終了。

### 一般路線バス

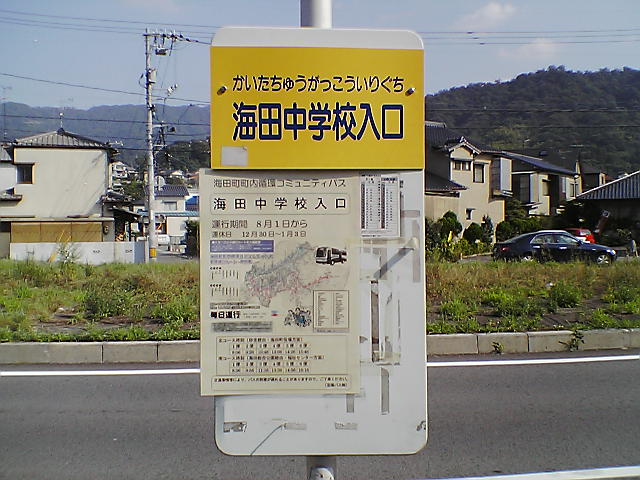
海田中学校入口バス停

詳細な運行案内は#外部リンクの芸陽バスサイトを参照。
PASPY定期券は広電バス・広島バス・広島交通・備北交通・中国JRバス（広島県内）・ボン・バス・中国バス（定期券区間が城町 - 三原駅 - 垣内 - （この間途中乗降不可） - 坂井原 - 羽倉 - 黒郷和木 - 久井支所前間のものに限る。如水館・深線（中国バス・トモテツバス）との乗継定期券を含む。）との並行区間で相互利用可能となっている。
2014年11月より、瀬野川営業所（現：広島営業所）管轄路線で路線番号を導入している。
（停留所名）は一部の便のみ停車。＜停留所名／停留所名＞はどちらかを経由。
- 安芸南線
  - 6-1：海田市駅 - 海田大正町 - 矢野大浜 - 済生会広島病院・フジグラン安芸（循環）
  - 6-2：海田市駅 → 日本フード前 → 済生会広島病院 → フジグラン安芸 → 矢野大浜 → 海田市駅（循環）（平日のみ運行）
- 南幸線
  - 40（上り）・40-1（下り）：広島バスセンター - 広島駅 - マツダスタジアム前 - 向洋駅前 - 海田 - 海田小学校 - さいわい保育所(南幸町)
- 三迫線
  - 40（上り）・40-2（下り）：広島バスセンター - 広島駅 - マツダスタジアム前 - 向洋駅前 - 海田 - 海田小学校 - 三迫
- 畑賀線
  - 40（上り）・40-3（下り）：広島バスセンター - 広島駅 - マツダスタジアム前 - 向洋駅前 - 海田 - 海田市駅 - 畝二丁目 - 奥畑
    - 当分の間、災害臨時ダイヤ（海田市駅 - 奥畑）で運行。

  - 40（上り）・40-5（下り）：広島バスセンター - 広島駅 - マツダスタジアム前 - 向洋駅前 - 海田 - 海田小学校 - 国信橋 - 奥畑
    - 当分の間、災害臨時ダイヤ（海田市駅 - 奥畑）で運行。
- 西条－広島線
  - 40（上り）・40-4/40-6/40-7（下り）：広島バスセンター - 広島駅 - マツダスタジアム前 - 向洋駅前 - 海田 - 海田小学校 - 国信橋(40-4) - 中野東七丁目(40-6) - 瀬野駅 - 一貫田 - 宮の前(40-7)
  - 40（上り）・40-9/40-10（下り）：広島バスセンター - 広島駅 - マツダスタジアム前 - 向洋駅前 - 海田 - 海田小学校 - 国信橋 - 中野東七丁目 - 瀬野駅 - 一貫田 - 八本松駅南口(40-9) - 磯松団地 - 市田橋 - 西条栄町 - 西条駅(40-10)
- 東雲線
  - 41（上り）・41-7（下り）：広島バスセンター - 東雲本町三丁目 - 海田小学校 - 国信橋 - 中野東七丁目 - 瀬野駅 - 一貫田 - 宮の前
- 榎山線
  - 7（上り）・7-1（下り）：瀬野駅 - 榎山 - 立石みつぎ団地（平日のみ運行）
- 阿戸線
  - 40/7（上り）・40-8/7-8（下り）：広島バスセンター(40・40-8) - 広島駅 - マツダスタジアム前 - 向洋駅前 - 海田 - 海田小学校 - 国信橋 - 中野東七丁目 - 瀬野駅(7・7-8) - 一貫田 - 宮の前 - 神立 - 阿戸学校 - 海上側
    - 土曜・休日は7号線・7-8号線（瀬野駅 - 海上側）のみ運行。
- みどり坂タウンバス（スカイレールサービスから運行を受託）
  - 77-1(循環便)：JR瀬野駅北口 - みどり中央 - 瀬野西5丁目南 - JR瀬野駅北口
  - 77-2(下り便)：みどり中央 - 瀬野西5丁目南 - JR瀬野駅北口
  - 77-3(上り便)：JR瀬野駅北口 - みどり中央 - 瀬野西5丁目南
  - 77-4(急行便)：みどり中央 - みどり中街 - JR瀬野駅北口(記載バス停のみ停車)
- 西条・広島大学線
  - 西条駅 - ＜西条昭和町 - 中央図書館／西条栄町 - 下見＞ - 広島大学（西条昭和町経由便は循環運行・下見経由便（全便JRバス担当）は午前は西条駅→広島大学便のみ、午後はその逆）
  - 急行 西条駅 - 中央図書館 - 広島大学（平日のみ運行・午前は西条駅→広島大学便のみ、午後はその逆・全便JRバス担当）
    - 上記2路線はJRバス中国と共同運行。ただし、下見経由便・下見・下見大池・郷田経由広島国際大学線で芸陽バスが経由しないJRバス単独のバス停（尾形 - 鴻の巣間）は共通定期券制度の対象外となる。
- 東広島・広島大学線
  - 東広島駅 - 三升原（東広島駅行きのみ停車） - 東広島運動公園 - 広島大学（午前は東広島駅→広島大学のみ・午後はその逆）
    - 中国ジェイアールバスと共同運行、土曜・休日は全便運休。
- 八本松・広島大学線
  - 八本松駅南口 - 下見大池 - 広島大学（循環）
    - 中国ジェイアールバスと共同運行、休日は全便運休。
- 吉川循環線
  - 西条駅 - 西条栄町 - 吉川 - 田口研究団地 - 吉川工業団地 - 栄町 - 西条駅（循環）
- 八本松・吉川線
  - 八本松駅南口 - 吉川工業団地
- 篠循環線
  - 八本松駅南口 - 磯松団地 - グリーンタウン（平日のみ運行）
  - 八本松駅南口 - 磯松団地 - シャープ前 - 篠 - 磯松団地 - 八本松駅南口（循環）
- 西条－八本松線
  - 西条駅 - 西条栄町 - 市田橋 - 磯松団地 - （シャープ前） - 磯松団地 - 八本松駅南口
- 志和循環線
  - 西条駅 - 西条栄町 - 市田橋 - 磯松団地 - 八本松駅南口 - 七条 - 別府 - 志和堀 - 東志和 - 八本松駅南口 - 磯松団地 - 市田橋 - 西条栄町 - 西条駅（循環）
    - 上記は西回り。東回りは文末方向から順番にとまる。
- 磯松線
  - 西条駅 - 西条栄町 - 市田橋 - 寺家駅 - 東広島医療センター - 篠 - 造賀小学校 - 小竹 - 上戸野 - 久芳 - 豊栄
- 豊栄－西条線
  - 西条駅 - 西条栄町 - 河尻 - 昭和団地入口 - 造賀小学校 - 小竹 - 上戸野 - 久芳 - 豊栄
- 豊栄－高美が丘－西条線
  - 西条駅 - 西条栄町 - 河尻 - 大畠 - 西高屋駅 - 高美が丘 - 近畿大学 - 造賀小学校 - 小竹 - 上戸野 - 久芳 - 豊栄
- 白市線
  - 西条駅 - 西条栄町 - ＜河尻 - 大畠／東広島記念病院 - 昭和団地入口 - 近畿大学 - 高美が丘＞ - 西高屋駅 - 白市 - ネオポリス北 - ネオポリス南 - 白市駅
- 高美が丘循環線
  - 西高屋駅 - 近畿大学 - 高美が丘 - 西高屋駅（循環）
    - 上記は右回り。左回りは文末方向から順番にとまる。
- 白市－広島空港線
  - 高屋東工業団地 - ネオポリス北 - ネオポリス南 - 白市駅 - ＜河内IC／元兼＞ - 広島空港
- 西河内線
  - 河内駅 - 河内中学校 - 出合宮 - 上戸野 - 久芳 - 豊栄（平日のみ運行）
- 河内甲山線
  - 河内駅 - 和木 - 徳良 - 古市 - 賀茂 - 重永盛田 - 世羅高校前 - 公立世羅中央病院 - 世羅町役場 - 甲山バイパス東口（平日のみ運行）
- 安芸津・西条線
  - 近畿大学 - 西高屋駅 - 大畠 - 河尻 - ゆめタウン東広島前 - 西条駅 - ゆめタウン東広島前 - のぞみ整形外科前 - フジグラン前（フジグラン東広島） - 東広島駅 - 安芸津駅
    - 中央公園前・西条昭和町 - 早稲木地蔵前間で芸陽バスが経由しないJRバス単独のバス停（助実 - 道照間）、JRバスが経由しない芸陽バス単独のバス停（ゆめタウン東広島前 - フジグラン前間）は共通定期券制度の対象外となる。
- 西条・竹原線
  - 西条駅 - ゆめタウン東広島前 - のぞみ整形外科前 - フジグラン前（フジグラン東広島） - 東広島駅 - 銀山橋 - 中田万里 - 湯坂温泉入口 - 中通 - 竹原駅
    - 中央公園前・西条昭和町 - 早稲木地蔵前間で芸陽バスが経由しないJRバス単独のバス停（助実 - 道照間）、JRバスが経由しない芸陽バス単独のバス停（ゆめタウン東広島前 - フジグラン前間）、東広島駅 - ゴルフ場入口間でJRバスが経由しない芸陽バス単独のバス停（三永二丁目・三永三丁目）は共通定期券制度の対象外となる。
- フェリー線
  - フェリー前 - 竹原駅 - 中通
- 竹原・三原線
  - 中通 - 竹原駅 - フェリー前 - 大乗駅前 - 忠海駅前 - 久津公民館 - 須波ハイツ入口 - すなみ荘前 - 須波ハイツ入口 - 須波駅前 - 宮沖 - 三原駅 - 三原営業所
- 徳良線
  - 三原営業所 - 三原駅 - 垣内 - 用水 - 坂井原 - 羽倉 - 黒郷和木 - 徳良
    - 城町 - 三原駅 - 垣内 - （この間途中乗降不可） - 坂井原 - 羽倉 - 黒郷和木 - 久井支所前間（如水館・深線（中国バス・トモテツバス）との乗継定期券を含む。）のPASPY定期券（区間内のものに限る）は中国バスとの並行区間で相互利用可能となっている。ただし、垣内 - 坂井原間で芸陽バスが経由しない中国バス単独のバス停（豊田 - 石走間）、中国バスが経由しない芸陽バス単独のバス停（垣内砂田 - 流天橋間）は共通定期券制度の対象外となる[19]。
- 田野浦線
  - 三原営業所 - 三原駅 - 宮浦中央 - 警察署前 - 田野浦小学校 - 青葉台
- 小泉線
  - 三原営業所 - 三原駅 - 宮沖五丁目 - 田野浦小学校 - 両名 - 生田 - 甲原橋 - 惣定工業団地 - あやめヶ丘 - 生田橋 - 両名 - 田野浦小学校 - 宮沖五丁目 - 三原駅 - 三原営業所（循環）
    - 上記は右回り。左回りは文末方向から順番にとまる。
- 三原本郷循環線
  - 三原営業所 - 三原駅 - 宮沖五丁目 - 田野浦小学校 - 両名 - あやめヶ丘 - 松江中 - 本郷駅前 - 沼田東団地上 - 長谷農協前 - 警察署前 - ＜商工会議所前／宮浦中央＞ - 三原駅 - 三原営業所（循環）
    - 上記は右回り。左回りは文末方向から順番にとまる。右回りは宮浦中央経由、左回りは商工会議所前経由。

  - 三原営業所 - 三原駅 - ＜宮浦中央／商工会議所前＞ - 警察署前 - 長谷農協前 - 木々津 - 三太刀 - 本郷駅前
    - 本郷駅前行は商工会議所前経由、三原営業所行は宮浦中央経由。
- 三原本郷線
  - 三原駅 - ＜宮浦中央／商工会議所前＞ - 警察署前 - （沼田東団地上） - 神社下 - 竹ノ橋 - 真良 - （仏通寺） - 真良 - 本郷駅前
    - 本郷駅前行は商工会議所前経由、三原営業所行は宮浦中央経由。

  - 三原駅 - ＜宮浦中央／商工会議所前＞ - 警察署前 - 沼田東団地上 - 神社下 - 竹ノ橋 - 西野 - 浄水場前 - 三原駅（循環）
    - 上記は右回り。左回りは文末方向から順番にとまる。右回りは商工会議所前経由、左回りは宮浦中央経由。
- 頼兼線
  - 三原駅 - 宮浦中央 - 県立広島大学 - 西野 - （小西北住宅） - 西野 - 法常寺下 - 三原駅（循環）
    - 上記は右回り。左回りは文末方向から順番にとまる。

### コミュニティバス

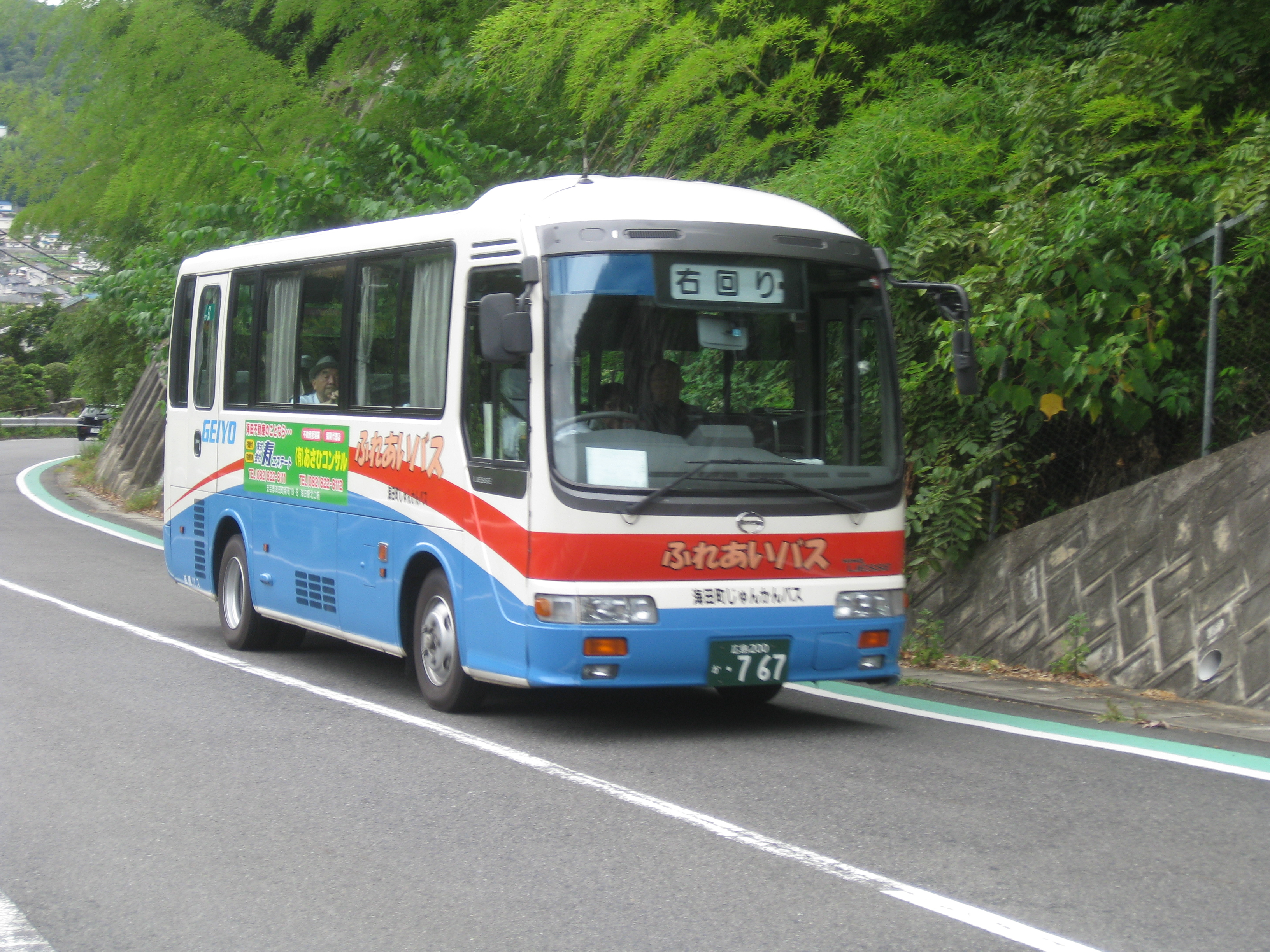
かつてコミュニティバスで使用されていた小型車
（海田町町内循環コミュニティバス）

東広島市、安芸郡海田町からコミュニティバスを受託運行している。

#### 東広島市
海風バス
東広島市安芸津地区で運行される。2009年（平成21年）4月運行開始。
車両は専用のマイクロバス（トヨタ・ハイエースコミューター）が使用される。
- 安芸津駅 → イズミ → 木谷橋 → 郷会館 → 木谷地域センター → 農産物加工センター → 二馬手西 → 本谷西 → 木谷地域センター → イズミ → 安芸津駅（月曜・火曜・水曜・木曜のみ運行）
- 安芸津駅 → イズミ → わらびヶ丘集会所 → 金丸 → 白坂 → 大田上一 → 風早駅口 → 金丸 → わらびヶ丘集会所 → 安芸津駅 → イズミ（火曜・金曜のみ運行）
- 安芸津駅 → イズミ → わらびヶ丘集会所 → 金丸 → 風早駅口 → 白坂 → 大田上一（火曜・金曜のみ運行）
- 大田上一 → 白坂 → 風早駅口 → 金丸 → わらびヶ丘集会所 → 安芸津駅（火曜・金曜のみ運行）
- 安芸津駅 → イズミ → 金丸 → 風早駅口 → 小松原 → 大芝東 → 小松原 → 風早駅口 → 金丸 → 安芸津駅 → イズミ（月曜・水曜・木曜・金曜のみ運行）

西条市街地循環バス「のんバス」
東広島市西条地区で運行される。JRバス中国と共同受託。
河内町地域公共交通「あゆピチふれあい号」
東広島市河内地区で運行される。2019年5月1日に豊栄交通へ移管された。

### 臨時便
- 三原駅 - (直行) - 仏通寺
  - 2007年11月10日から12月2日まで、紅葉シーズンで周辺道路の混雑が予想されるため、三原市交通局の定期便を補完するため運行された。

### 送迎バス

#### スクールバス
- エリザベト音楽大学東広島キャンパス
- 東広島市立高屋中学校
- 東広島市立八本松中央幼稚園 - 2016年3月で運行終了

#### 企業送迎バス
- マイクロンメモリジャパン広島工場

#### ゆめタウン東広島無料送迎バス
かつて、ゆめタウン東広島利用客用の無料送迎バスを運行していた。東広島市コミュニティバス「のんバス」運行開始により、無料送迎バスは運行終了した。
- 西条駅 - (中央公民館前 - 西条朝日町 - 大坪通) - ゆめタウン東広島 - 朝日町通り - 中央公民館前 - 西条駅
  - 括弧内のバス乗り場での降車は不可。
  - 「朝日町通り」乗り場は、セブン-イレブン西条朝日町（旧「進物の大進」）前。
- ゆめタウン東広島 - 城信 - 円城寺南 - 円城寺北 - 助実住宅前 - 大坪橋 - ゆめタウン東広島
  - 左から右への片方向運行。

## 車両

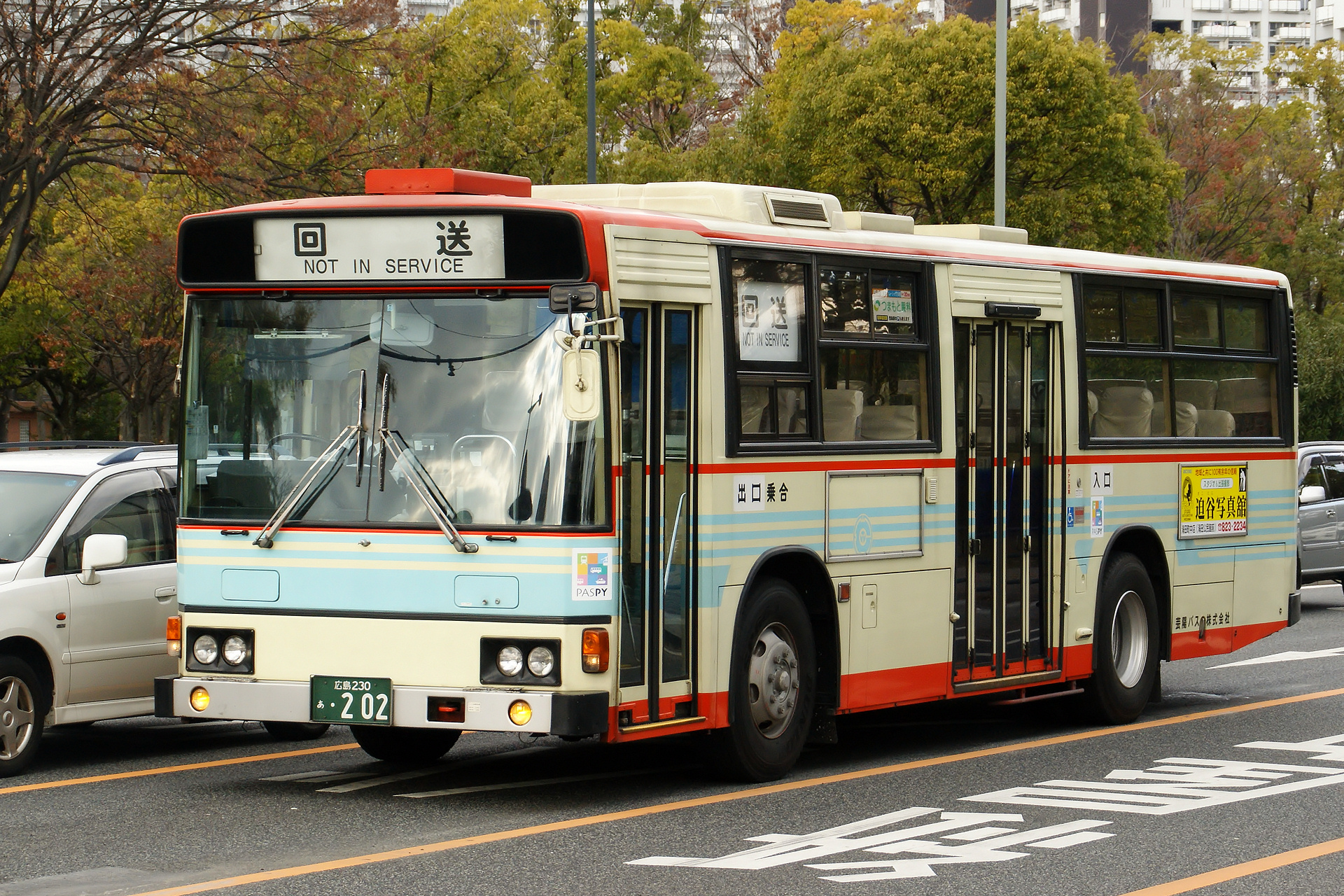
一般路線バス（旧塗装）

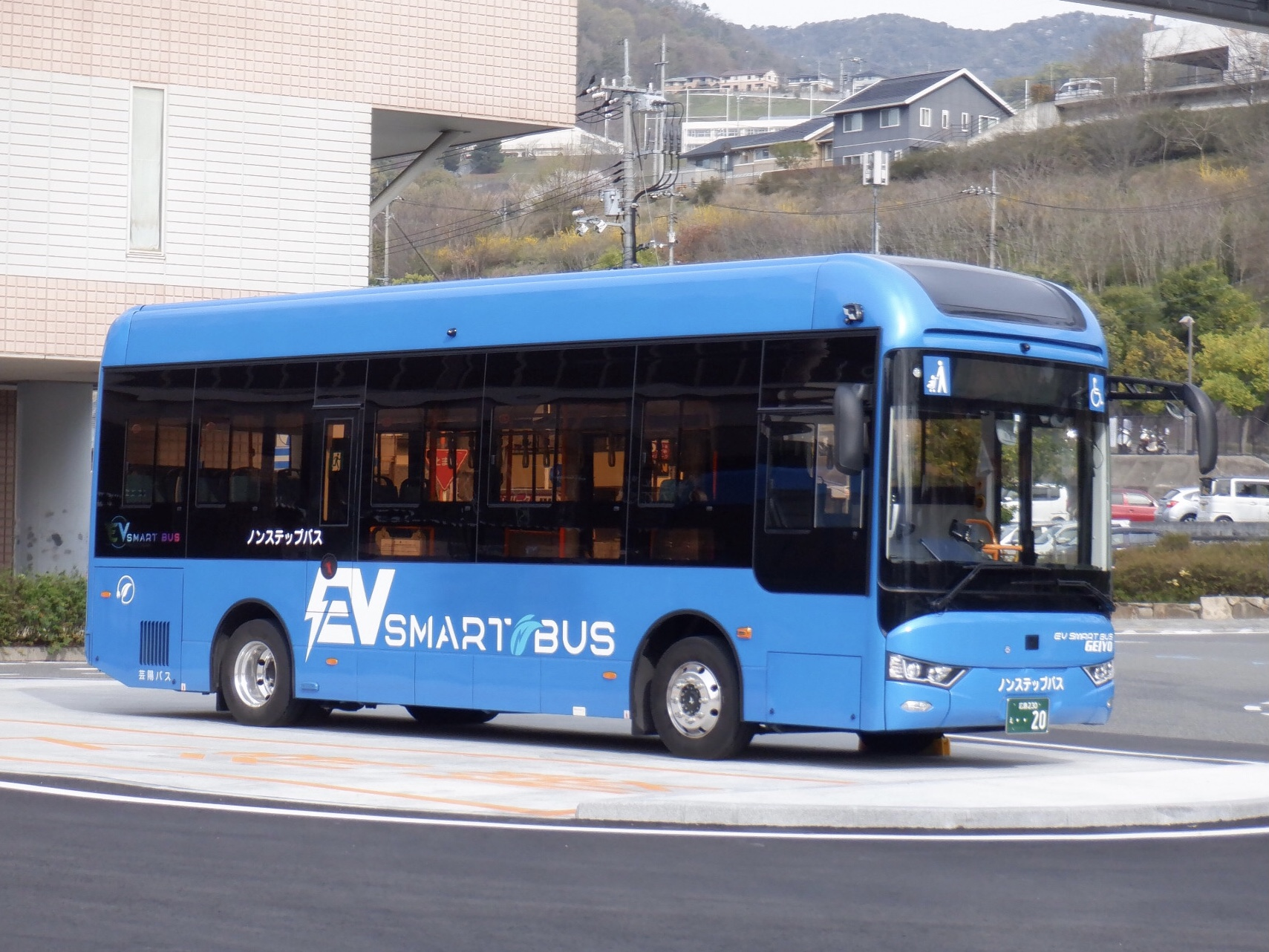
みどり坂タウンバスで運用される電気バス

2024年4月1日現在の車両数は、路線車110台、貸切車14台、特定車3台を保有する。
保有車両は日野自動車製が多くを占めるが、一般路線車を中心にいすゞ自動車、貸切車を中心に三菱ふそう製車両も保有する。
2008年には三原市交通局の廃止に伴い車両を引き継ぎ、前面・背面に「GEIYO」のロゴが入った現行デザインに塗装変更した。それが三菱ふそう製であったことから、一時的に一般路線車でも三菱ふそう製車両が増加した。
2024年には、みどり坂タウンバス用に初の電気バスとして、揚州亜星製の「JS6851GHBEV（オノエンスター・EV9m）」が導入された。
高速・貸切車は、従来は化粧室装備の車両は保有していなかったが、近年導入の「かぐや姫号」専用車には化粧室が設置されているほか、貸切車も系列会社の備北交通からパウダールーム装備のハイグレード車両が移籍している。

### 移籍車の供給元
- 三原市交通局 - 事業譲渡による
- 広島電鉄 - 親会社 
  - ボンバス - 系列会社
  - 備北交通 - 系列会社
- 姫路市企業局交通事業部[要出典]
- 南海バス[要出典]

### 車両番号
車両には4桁の番号（社番）が付けられており、以下の法則に基づいている。
例：2011
| 20   | 11         |
| ---- | ---------- |
| 年式 | 用途・種別 |

- 年式
  - 年式の西暦の下2桁を付与する。
- 用途・種別
  - 01 - 09 …高速乗合・空港リムジン
  - 11 - 39 …一般乗合（2015年まで）
  - 11 - 19 …大型一般乗合（2016年から：車両総重量8トン以上または乗車定員30名以上（大板））
  - 21 - 29 …中型・小型一般乗合（2016年から：車両総重量8トン以上または乗車定員30名以上（大板））
  - 31 - 39 …小型一般乗合（2016年から：車両総重量8トン未満かつ乗車定員29名以下（中板））
  - 51 - 79 …貸切
  - 81 - 89 …マイクロバス
- 2015年の新車からナンバープレートを車両番号と揃えるため、希望ナンバーを取得。